# 普克申加河
63°35′54″N 41°51′43″E / 63.59833°N 41.86194°E

普克申加河是俄羅斯的河流，由阿爾漢格爾斯克州負責管轄，屬於北德維納河的右支流，河道全長121公里，流域面積約2,230平方公里，河道上有多處急流。